# Seweryn Reszka
Seweryn Witold Reszka (ur. 20 czerwca 1953 w Warszawie) – polski menedżer muzyczny i producent muzyczny, organizator tras koncertowych, działacz polonijny w Kanadzie, publicysta i grafik komputerowy.

## Życiorys

### Działalność w Polsce
Syn prof. Ireny Reszki, socjolog z Instytutu Filozofii i Socjologii PAN. Absolwent VI Liceum Ogólnokształcącego im. T. Reytana w Warszawie (1972). Wokalista szkolnego zespołu o nazwie Pięciu Ludzi z Trawką. W latach 1972–75 studiował matematykę na UMCS w Lublinie i Uniwersytecie Warszawskim. Studia przerwał, podejmując działalność w branży muzycznej – od pracownika technicznego po właściciela agencji koncertowej i niezależnego producenta płyt.
W l. 1971–75 związany z warszawskimi klubami Medyka i „Stodoła” (1976–89). W l. 1977–78 pracował dla Estrady Poznańskiej jako szef techniki i inspicjent koncertów Krzysztofa Krawczyka.
W 1979 współpracował z Andrzejem Rosiewiczem jako sceniczna postać „Ksawery Patejko”. W Estradzie Poznańskiej pełnił też funkcję szefa techniki koncertów grupy VOX i Alex Band. 
Na początku 1982 dołączył do zespołu Perfect jako rzecznik prasowy i szef reklamy. Po zawieszeniu działalności zespołu w 1983 r. realizował ze Zbigniewem Hołdysem projekty „I Ching” i „Świnie” zespołu Morawski Waglewski Nowicki Hołdys. W l. 1983–85 pracował przy organizacji Festiwalu Muzyków Rockowych w Jarocinie (w 1984 szef sceny). W 1984 r. został na krótko menedżerem Martyny Jakubowicz w PSJ Bydgoszcz, a w l. 1986–87 organizował promocję i dystrybucję firmy fonograficznej Polton. Podczas Krajowego Festiwalu Piosenki Polskiej w Opolu w 1986 roku był kierownikiem produkcji koncertu Rock Kolor w reżyserii Wojciecha Manna.
Po reaktywacji Perfectu w roku 1987 wraz ze Zbigniewem Hołdysem stworzył agencję koncertową Perfect Organization i jako menedżer koordynował realizację koncertów w gdańskiej Hali Olivia, katowickim Spodku i na Stadionie Dziesięciolecia w Warszawie. W tym samym roku został menedżerem rzeszowskiej grupy punkowej Wańka Wstańka & The Ludojades, a także zespołu Fotoness, z którym nagrał i wydał jedyną płytę „When I Die” z gościnnym udziałem Jana Borysewicza. W latach 1988–89 Perfect Organization organizowała serię koncertów Krajowej Sceny Młodzieżowej. W maju 1989 r. zastąpił Zbigniewa Hołdysa jako „szef propagandy” warszawskiego sztabu wyborczego NSZZ „Solidarność”.

### Działalność w Kanadzie
Na początku 1990 r. emigrował do Kanady, gdzie osiadł w Toronto i przez 20 lat pracował jako grafik komputerowy we własnej firmie Smart Design Corporation (1996–2016), tworzącej projekty graficzne i kampanie reklamowe. Organizował też (wraz z impresariatami Polish Art Connection i M.A.K. Entertainment) koncerty w Kanadzie takich wykonawców jak Perfect, Budka Suflera, Dżem, SBB, Maanam, Zakopower, Kombii i Golec uOrkiestra. 
Skonfliktowany ze Zbigniewem Hołdysem, w 1993 r. w Kanadzie reaktywował zespół Perfect i zorganizował pierwszą trasę Budki Suflera w całej Kanadzie. Koncertem w katowickim „Spodku” 8 stycznia 1994 r. wznowił działalność grupy w Polsce. W 2018 r. współorganizował trasę koncertową Perfectu w Ameryce Płn.
Prezenter licznych polskojęzycznych programów radiowych w Kanadzie (Radio Polonia, Polonia Review, Studio PP). Felietonista dziennika „Gazeta” i tygodnika „Puls”. Producent płyty „W snach” zespołu rockowego ZAA (2001). Wydawca powieści „Lili” Jolanty Kierzkowskiej-Sarna.
Współzałożyciel i działacz organizacji Polonia Przyszłości. Wraz z Władysławem Lizoniem stworzył w Mississauga (największym skupisku polonijnym w Kanadzie) oddział Kongresu Polonii Kanadyjskiej. Własnym sumptem wydał kilka tomików poezji.